# Berazategui
Berazategui è una città argentina della provincia di Buenos Aires, capoluogo del partido omonimo.

## Geografia
Berazategui è situata a breve distanza dalle sponde del Rio de la Plata, a 26 km a sud-est di Buenos Aires.

## Infrastrutture e trasporti

### Strade
La principale via d'accesso alla città è l'autostrada Buenos Aires-La Plata.

### Ferrovie
Berazategui è servita da una propria stazione ferroviaria posta lunga la linea suburbana Roca che unisce Buenos Aires con l'area sud-orientale della conurbazione bonaerense.